# Limnophora nigritarsis
Limnophora nigritarsis är en tvåvingeart som beskrevs av Shinonaga 2005. Limnophora nigritarsis ingår i släktet Limnophora och familjen husflugor. Inga underarter finns listade i Catalogue of Life.